# بيدرو أفيلا نيفاريز
بيدرو أفيلا نيفاريز (بالإسبانية: Pedro Ávila Nevárez)‏ هو سياسي مكسيكي، ولد في 12 مارس 1937 في دورانجو في المكسيك. حزبياً، نشط في الحزب الثوري المؤسساتي. وقد انتخب عضو مجلس النواب المكسيك.